# Honnelles
Honnelles (wa. i pcd. Onele) – miejscowość i gmina w południowej Belgii, w Regionie Walońskim, w prowincji Hainaut, w okręgu Mons. 1 stycznia 2024 r. liczyła 5176 mieszkańców.

## Podział administracyjny
W skład gminy wchodzi dziesięć dzielnic (section):
- Angre
- Angreau
- Athis
- Autreppe
- Erquennes
- Fayt-le-Franc
- Marchipont
- Montignies-sur-Roc
- Onnezies
- Roisin